# Уряд Панами
Уряд Панами — вищий орган виконавчої влади Панами.

## Голова уряду
- Президент — Хуан Карлос Варела (англ. Juan Carlos Varela).
- Віце-президент — Ісабель де Сент Мало де Альварадо (англ. Isabel de Saint Malo de Alvarado).

## Кабінет міністрів
Склад чинного уряду подано станом на 18 липня 2016 року.
| Логотип | Міністерство                                  | Міністр                                                              | Фото | Час на посаді | Час на посаді | Партія | Партія | Вебсайт |
| ------- | --------------------------------------------- | -------------------------------------------------------------------- | ---- | ------------- | ------------- | ------ | ------ | ------- |
|         | Міністерство громадської безпеки              | Алексіс Бетанкур Яу (Alexis Bethancourt Yau)                         |      |               |               |        |        |         |
|         | Міністерство економіки і фінансів             | Дульсідо де ла Гуардія (Dulcidio de la Guardia)                      |      |               |               |        |        |         |
|         | Міністерство житла                            | Маріо Ечелеку Альварез (Mario Etchelecu Alvarez)                     |      |               |               |        |        |         |
|         | Міністерство громадських служб                | Рамон Аросемена Креспа (Ramon Arosemena Crespo)                      |      |               |               |        |        |         |
|         | Міністерство закордонних справ                | Ісабель де Сент Мало де Альварадо (Isabel de Saint Malo de Alvarado) |      |               |               |        |        |         |
|         | Міністерство освіти                           | Марсела Паредес де Васкес (Marcela Paredes de Vasquez)               |      |               |               |        |        |         |
|         | Міністерство охорони здоров'я                 | Мігель Майо ді Белло (Miguel Mayo di Bello)                          |      |               |               |        |        |         |
|         | Міністерство праці та створення робочих місць | Луїс Ернесто Карлес Руді (Luis Ernesto Carles Rudy)                  |      |               |               |        |        |         |
|         | Міністерство соціального розвитку             | Алкібіадес Васкес Веласкес (Alcibiades Vasquez Velasquez)            |      |               |               |        |        |         |
|         | Міністерство у справах президента             | Альваро Алеман Хілі (Alvaro Aleman Healy)                            |      |               |               |        |        |         |
|         | Міністерство сільського господарства          | Едуардо Енріке Карлес (Eduardo Enrique Carles)                       |      |               |               |        |        |         |
|         | Міністерство торгівлі та промисловості        | Аугусто Аросемена Морено (Augusto Arosemena Moreno)                  |      |               |               |        |        |         |
|         | Міністерство у справах Панамського каналу     | Роберто Рой (Roberto Roy)                                            |      |               |               |        |        |         |
|         | Міністр кабінету міністрів                    | Мілтон Коен-Енрікес (Milton Cohen-Henriquez)                         |      |               |               |        |        |         |